# Lázadás a szentgotthárdi apátság birtokán
A szentgotthárdi apátság birtokán történt lázadás 1350-ben zajlott le, a ciszterci monostor főként magyar és szlovén nemzetiségű jobbágyai részéről. Az esemény nem a hagyományos értelemben felkelés, mert nem nyílt fegyveres harcról, hanem zavargásokról van szó.

A megmozdulás háttere ma sem világos. A második világháború előtti vélemények szerint a parasztok egyszerű hűtlensége vezetett el idáig, de a korabeli dokumentumok szerint az apát jogsértései is hozzájárultak ehhez.

## Előzmények
III. Béla uralkodása alatt Magyarországon több ciszterci apátság létesült. Az elsőt II. Géza hozta létre az 1140-es években. A ciszterek a korban igen fejlett földművelési ismeretekkel rendelkeztek, s az addig nehezen művelhető földeket is képesek voltak jól kezelni.

Erre a korra esik az addigi őrgyepűk felszámolása, amelynek révén a királyság szabad birtokrészekhez jut. Az elvadult területet művelni kell, be kell népesíteni, s ezt a feladatot a ciszterek tökéletesen el tudták látni.
A ciszterek rendeltetésüknek eleget tettek és megszervezték saját birtokukat. A letelepített parasztokkal jól bántak, s ami lényeges, hogy egyformán kivették részüket a nehéz fizikai munkából. A parasztok idővel úgy érezték, nekik is joguk van az apátsági uradalom életébe beleszólni.

Az apátság munkástestvéreinek száma idővel nagyon csökkent, ezért a parasztok egyre több munkát végeztek és a 14. században az apátság már kizárólag rájuk támaszkodik. Ekkor gazdasági nehézségek is felléptek, ami miatt az adót növelni kellett. Idővel azonban az apátok jó pár kihágást tettek, törvénytelenségeket követtek el és emellé növelték a parasztok adóját is.

1340-ben a tervezett adóemelés miatt már történt egy konfliktus a parasztok és az apát között, tíz év múlva megint kiéleződött a viszály.

## A megmozdulás
Łokietek Erzsébet királynéhoz, a gyermek I. Lajos anyjához és régenséhez panasz érkezett a szentgotthárdi apátság néhány falujából, név szerint Istvánfalváról, Kalindicsfalváról, Szakonyfalváról és Zsidófalváról Péter apát ellen. A panasz szerint a jobbágyokra Péter ráuszította Unglech Henrik németújvári várnagyot, aki a vár német és magyar katonaságával, valamint stájer csatlósokkal rátört előbb Rákos községre, ahol 112 darab lovat és ökröt, valamint 132 darab jószágot hajtott el, az embereket bántalmazta és egyéb javaikat is megszerezte, két embert a várba hurcolt. A szakonyiaknál a dobrai várnagy járt, aki onnét 29 ökröt rabolt el, mert az apát az ő kárára hajtott végre sérelmeket és ezzel kívánta magát kárpótolni.

Az apát adószedői másutt is erőszakoskodtak, megöltek egy Jakab és egy István nevű jobbágyot is Rákoson, holttestüket a vízbe hajították. A másik három községben is történtek hasonló esetek. Mind a katonaságnak, mind az adószedőknek próbáltak ellenállni a lakosok.
A királyné vizsgálatra küldte csepregi Lőrincet és János mester vasvári kanonokot, valamint esperest, akik az elsődleges vizsgálatok után megállapították, hogy a jobbágyok igazat mondanak. Péter apát viszont ezzel szemben egészen más történetet mondott el. Állítása szerint a rákosiak nem akarták megfizetni tartozásaikat, ezért zálogot vett tőlük, valamint néhány törvényellenes cselekedet után is zálogot szerzett, s bíróság elé akarta őket állítani. Ezen felül szerinte 4 forintnyi királyi adót nem akartak befizetni a jobbágyok, akik fegyveresen megtámadták a monostort és megölték István nevű testvérét a badafalvaiakkal, mindemellett tagadta azt a vádat, hogy katonaságot uszított a jobbágyokra. A további széles körű nyomozások az apátnak adtak igazat és a jobbágyok vádjait koholmányoknak minősítették. Az ügyben tárgyalást írtak ki, amelyen a jobbágyok nem jelentek meg, de nem is valószínű, hogy értesítették volna őket. Ez egyet jelentett bűnösségük igazolásával. A bűnösöket fő- és jószágvesztésre ítélték, de az ítéletet nem hajtották végre, mert a szemben álló felek feltehetően megbékéltek egymással.

## Homályos pontok
A másodlagos vizsgálatok szerint az elsődleges vizsgálatokat végző közeget a jobbágyok félrevezették, s vallomásra olyan jobbágyokat küldtek, akik mellettük tanúskodnak, azokat pedig, akik másként vallottak volna, visszatartották ettől. Viszont nem világos, hogy akkor mit keresett a németújvári várnagy az apátság területén, és mit a dobrai várnagy. A jobbágyok név szerint felsorolták a megölt embereket.
Az sem mellékes, hogy Péter apátra nem ez az egyetlen panasz. Az egyik a dobrai várnaggyal történt eset, a másik 1353 és 1354 között történt Boldogasszonyfalván. Péter apát éppen új malmot akart építeni, amikor a helyi földesúr, Egervári Mihály feljelentette megkárosításért: állítása szerint az apátság emberei tönkretették a malmát a gáttal együtt. A jobbágyok, akik a kárt okozták, állították, hogy Péter apát utasítására tették mindezt, azonkívül Péter Egervári egyik jobbágyát is elhurcolta. Itt viszont meg kell említeni, hogy Egervári előtt konkurencia volt az itteni ciszter malom, következésképp kapóra jött neki az alkalom, hogy háttérbe szorítsa.
1354-ben érkezett egy másik feljelentés az ivánci Ayakas Jánostól, hogy az apát Lak és Kedhely között kirabolta borszállító jobbágyát és egy bérest.